# Golden Trail Series
Die Golden Trail Series (GTS) sind eine jährlich ausgetragene internationale Wettkampfserie im Berglauf bestehend aus den Golden Trail World Series (GTWS, seit 2018) und von 2021 bis 2024 den Golden Trail National Series (GTNS). Initiator und Hauptsponsor ist Salomon. Derzeit umfassen sie sieben Wettbewerbe: sechs Qualifikationsläufe und ein Finale.

## Geschichte
Die Golden Trail Series wurden 2018 ins Leben gerufen. Sie bestehen aus Trailläufen in unterschiedlichen Ländern, über Distanzen von 22 bis 42 km und oftmals über 3.000 positiven Höhenmetern. Der Schwerpunkt liegt auf kürzeren Trailstrecken und Strecken vom Typ Skyrace. Teil der Serie waren in der Vergangenheit u. a. der Marathon du Mont Blanc und der Berglauf Sierre–Zinal. Für das Finale muss sich über die Teilnahme an den Qualifikationsläufen qualifiziert werden. Die Teilnahme an allen Qualifikationsläufen ist möglich, gezählt werden jedoch nur die jeweils besten drei Ergebnisse, die in ein Punktesystem für die Gesamtwertung einfließen.
Die erste Ausgabe des Wettbewerbs 2018 umfasste fünf Qualifikationsläufe. Zur ursprünglichen Kategorie Golden Trail World Series kam von 2021 bis 2024 die Kategorie Golden Trail National Series (GTNS) hinzu, die nationale Cupwertungen in Europa, Nordamerika und Asien umfasste. 
2020 fand die Veranstaltung aufgrund der Pandemie nicht statt, die Planung wurde identisch ins Folgejahr übertragen. Als Ersatz wurde 2020 ein Wettbewerb namens Golden Trail Championship (GTC) veranstaltet, der aus einem viertägigen Etappenlauf auf den Azoren bestand.
Im November 2024 gab Salomon bekannt, die insgesamt elf Golden Trail National Series nicht fortzusetzen. Die Golden Trail World Series bleibt bestehen.

## Läufe der World Series 2025
- April: Kobe Trail, Japan
- April: Jin Shan Ling Great Wall Trail, China
- Mai: Il Golfo dell Isola Trail, Italien
- Mai: Zegama-Aizkorri, Spanien
- Juni: Broken Arrow Skyrace, USA
- Juni: Tepec Trail, Mexiko
- August: Pitz Alpine Glacier Trail, Österreich
- August: Berglauf Sierre–Zinal, Schweiz
- Oktober: Ledro Sky Trentino, Italien (Finale)

## Läufe der National Series GER/AUT/CH 2024 (letzte Ausgabe)
- Mai: Alpenstadt City & Trail, Deutschland
- Juni: Zugspitz Ultratrail, Deutschland
- Juli: Zermatt-Marathon, Schweiz
- August: Pitz Alpine Glacier Trail, Österreich
- September: Mayrhofen Ultraks, Österreich

## Gewinner der World Series
- 2018: Stian Angermund, Ruth Croft
- 2019: Kilian Jornet, Judith Wyder
- 2020: Bart Przedwojewski, Maude Mathys
- 2021: Stian Angermund, Maude Mathys
- 2022: Rémi Bonnet, Nienke Brinkman
- 2023: Rémi Bonnet, Sophia Laukli[3][4]
- 2024: Elhousine Elazzaoui, Muthoni Njeru[5]

## Gewinner der National Series GER/AUT/CH
- 2023: Hans-Peter Innerhofer, Emma Pooley
- 2024: Manuel Innerhofer, Marion Leiberich